# 양칠성
양칠성(梁七星, 일본식 이름: 일본어: 梁川七星 야나가와 시치세이[*], 인도네시아어: Komarudin 코마루딘[*], 1919년 5월 29일~1949년 8월 10일)은 인도네시아의 독립에 공헌한 한국인이다.
양칠성은 1919년 전라북도 전주군 삼례면 삼례리에서 태어났다. 그는 태평양 전쟁 중이었던 1942년, 일본 남방군에 징용되어 1945년까지 자와섬 포로 수용소의 감시원으로 있었다. 1945년 이후 조선에 돌아가지 않고, 인도네시아에 남아서 네덜란드의 재식민지화 정책에 대항하던 인도네시아 독립군에 가담하여 활동하였다가, 1948년 11월 부대원들과 산에서 게릴라전을 모의하던 도중, 네덜란드 군에 체포돼 1949년 8월 주민들이 보는 앞에서 총살되었다.
그의 공적은 그가 사망한 지 26년 만인 1975년 11월, 인도네시아 군의 고위 장성이 된 옛 독립 운동 동료들의 노력으로 세상에 알려졌으며, 인도네시아 정부는 그를 외국인 독립 영웅으로 공인하였다. 양칠성은 현재 자카르타에 위치한 칼리바타 국립 묘지(Taman Makam Pahlawan Kalibata)에 안장돼 있으며, 현재 그의 묘비에는 KOMARUDIN YANG CHIL SUNG, KOREAN이라는 글씨가 새겨져 있다.